# 德加尼亞禪師
德加尼亞（Ashin Tejaniya，1962年7月4日—），緬甸內觀禪師。
德加尼亞禪師的內觀禪教學重點與緬甸流行的風格有所不同，他不是以一個主要對象作為注意的焦點，他認為禪修時存在心中的煩惱（貪、瞋和錯覺）可以巧妙地活動，降低禪修的效果，因此必須首先注意這些煩惱。

## 著作

### 中譯本
- 《别轻视烦恼，你将会被取笑》
- 《一切都是法》

### 英文
- Ashin Tejaniya. . Singapore: Kong Meng San Phor Kark See Monastery, Awaken Publishing and Design. 2011. ISBN 9789810703608.
- Ashin Tejaniya. . Petaling Jaya: Kong Meng San Phor Kark See Monastery. 2013. ISBN 9789810754235.
- Ashin Tejaniya; Laura Zan. . Petaling Jaya: Auspicious Affinity. 2013. ISBN 9789832744313.